# Lombriasco
Lombriasco (piemontesisch Lombriasch) ist eine Gemeinde in der italienischen Metropolitanstadt Turin (TO), Region Piemont.

## Lage und Einwohner
Lombriasco liegt 32 km südlich von Turin direkt am Po. Das Gemeindegebiet umfasst eine Fläche von 7 km² und hat 1078 Einwohner (Stand 31. Dezember 2023).
Die Nachbargemeinden sind Osasio, Carignano, Pancalieri, Carmagnola, Casalgrasso und Racconigi.

## Geschichte

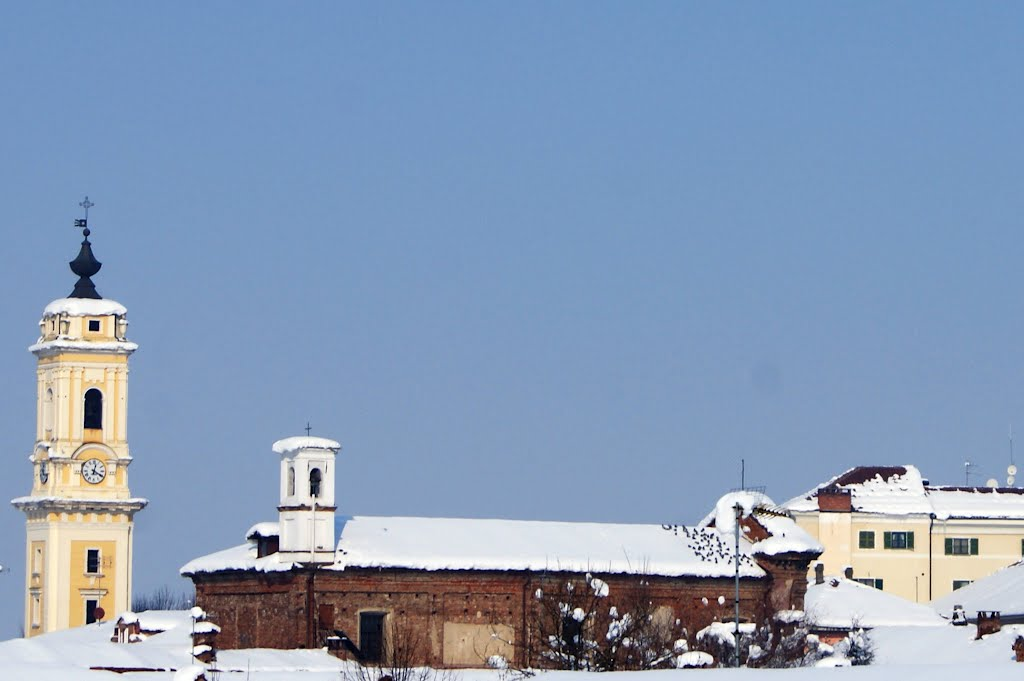
Gemeinde Lombriasco

Seit dem ersten Jahrhundert n. Chr. ist einer römischen Militärfestung belegt, um die herum sich ein primitives Dorf niedergelassen hat.
Nach den Invasionen der Langobarden und Franken übertrug Friedrich Barbarossa 1163 das Lehen den Markgrafen von Romagnano. Zu dieser Zeit befand sich hier eine Burg mit typisch mittelalterlichem Aussehen, die mit einer Festung, Mauern und einem Wassergraben ausgestattet war und von einem der Santa Maria geweihten Tempel flankiert wurde. Ein wichtiger Schritt in der Entwicklung der Stadt erfolgte im Jahr 1173, als der Marquis Manfredo II. von Romagnano sich aller Besitztümer beraubte, um eine Propstei mit der stabilen Präsenz von mindestens 12 Augustinermönchen zu gründen. Die Geburt der ersten echten Pfarrei von Lombriasco geht auf dieses Datum zurück. Die Mönche begannen mit der Landwirtschaft, bauten eine Mühle und einen Hafen, um den Po zu überqueren.
Im 13. Jahrhundert wurde das Gebiet von Lombriasco zunächst in den Besitz der Savoyer und dann der Akaiier zurückgegeben. Im Jahr 1418, mit dem Tod von Ludovico d'Acaia, wurden die Familienherrschaften, einschließlich Lombriasco, von Amedeo VIII. von Savoyen einverleibt. Im Jahr 1560 begann der Priester Giacomo Ponte mit dem Wiederaufbau der Pfarrkirche, die nach einer Zeit des Glanzes völlig verfallen war und erst 1779 in ihrer heutigen Form wieder geweiht wurde. Laut Mundpropaganda soll im Jahr 1796 Napoleon im Schloss geschlafen haben. 1826 wurde der heutige Glockenturm erbaut, 1850 starb der letzte Graf von Lombria und 1894 kaufte Don Boscos Nachfolger Michele Rua das Schloss, in dem sich eine salesianische Gemeinschaft niederließ.
Die Gemeinde Lombriasco wurde nach etwa 500 Jahren dokumentierter Existenz im Jahr 1928 auf Geheiß des faschistischen Regimes aufgelöst und mit Osasio und Virle zur Gemeinde Pancalieri zusammengelegt und erlangte erst 1947 wieder Verwaltungsautonomie. Bis zur Mitte des 20. Jahrhunderts widmete sich fast die gesamte Bevölkerung der Landwirtschaft, heute sind auf dem Boden Lombriascos einige kleine Fabriken und Kleinstbetriebe angesiedelt.